# Уравнение центра
Уравнение центра — в задаче двух тел угловое расстояние между истинным положением тела на эллиптической орбите и положением, которое занимало бы тело в случае равномерного движения по круговой орбите с тем же периодом обращения. Определяется как разность между истинной аномалией ν и средней аномалией M, обычно представляется в виде функции средней аномалии и эксцентриситета орбиты  e.

## Обсуждение
Со времён античности задача предсказания движения небесных тел упрощалась до рассмотрения движения одного тела по орбите вокруг другого. При вычислении положения тела на орбите удобно начинать с рассмотрения кругового движения. Первым приближением является произведение постоянной угловой скорости и промежутка времени. Существуют различные методы  коррекции приближённого положения на круговой орбите для перехода к эллиптической орбите, многие из таких методов используют уравнение Кеплера. Уравнение центра является одним из наиболее простых методов.
В случае малого эксцентриситета орбиты положение, получаемое из уравнения центра, может быть не менее точным, чем результат применения других методов. Многие исследуемые орбиты, такие как орбиты тел Солнечной системы или искусственных спутников Земли, являются почти круговыми. С ростом эксцентриситета точность уравнения ухудшается, поэтому уравнение не используется для орбит с большими эксцентриситетами.
Уравнение в современном виде можно рассматривать до произвольного уровня точности; при рассмотрении только наиболее важных слагаемых уравнение позволяет достаточно легко вычислять приближённое положение объекта. Подобные приближения можно использовать, например, как начальное приближение в итеративных методах решения уравнения Кеплера. 
Древние греки, в частности Гиппарх, знали уравнение центра как простаферетическую функцию, хотя их представление о движении планет отличалось от современного. Термин уравнение в современном смысле пришёл из астрономии; он был использован Кеплером как обозначение для переменной величины, определяемой в ходе вычислений, которую нужно добавить или вычесть из среднего движения для получения истинного движения. В астрономии термин уравнение времени имеет похожий смысл. Уравнение центра в современном виде было разработано как часть анализа возмущений, исследующего влияние третьего тела на движение в задаче двух тел.

## Представление в виде ряда
В случае кеплерова движения координаты тела повторяются каждую орбиту, что является определением периодической функции. Такие функции можно представить в виде периодического ряда для непрерывно возрастающей угловой переменной, чаще всего используется средняя аномалия M. Поскольку она возрастает равномерно со временем, то выражение других переменных в виде ряда по средней аномалии является аналогом разложения переменной в ряд по времени. Поскольку эксцентриситет  e орбиты имеет малую величину, то коэффициенты ряда можно выразить в виде степеней e. Заметим, что хотя ряды можно представлять в усечённой форме, они представляют суммы с бесконечным числом слагаемых.
Ряд для  ν, истинной аномалии можно выразить через M, e и функции Бесселя первого рода,
{\displaystyle \nu =M+2\sum _{s=1}^{\infty }{\frac {1}{s}}\left\{J_{s}(se)+\sum _{p=1}^{\infty }\beta ^{p}\left[J_{s-p}(se)+J_{s+p}(se)\right]\right\}\sin {sM},}   где
{\displaystyle J_{n}(se)} функции Бесселя и
{\displaystyle \beta ={\frac {1}{e}}\left(1-{\sqrt {1-e^{2}}}\right).}
Результат разложения выражен в радианах.
Функции Бесселя можно разложить в ряды по степени эксцентриситета e,
{\displaystyle J_{n}(x)={\frac {1}{n!}}\left({\frac {x}{2}}\right)^{n}\sum _{m=0}^{\infty }(-1)^{m}{\frac {\left({\frac {x}{2}}\right)^{2m}}{m!\prod _{k=1}^{m}(n+k)}}}
и βm,
{\displaystyle \beta ^{m}=\left({\frac {e}{2}}\right)^{m}\left[1+m\sum _{n=1}^{\infty }{\frac {(2n+m-1)!}{n!(n+m)!}}\left({\frac {e}{2}}\right)^{2n}\right].}
После подстановки и упрощения выражения уравнение для
ν принимает вид (до слагаемого со степенью e7)
{\displaystyle {\begin{aligned}\nu =M&+\left(2e-{\frac {1}{4}}e^{3}+{\frac {5}{96}}e^{5}+{\frac {107}{4608}}e^{7}\right)\sin M\\&+\left({\frac {5}{4}}e^{2}-{\frac {11}{24}}e^{4}+{\frac {17}{192}}e^{6}\right)\sin 2M\\&+\left({\frac {13}{12}}e^{3}-{\frac {43}{64}}e^{5}+{\frac {95}{512}}e^{7}\right)\sin 3M\\&+\left({\frac {103}{96}}e^{4}-{\frac {451}{480}}e^{6}\right)\sin 4M\\&+\left({\frac {1097}{960}}e^{5}-{\frac {5957}{4608}}e^{7}\right)\sin 5M\\&+{\frac {1223}{960}}e^{6}\sin 6M+{\frac {47273}{32256}}e^{7}\sin 7M+...,\end{aligned}},}
переносим M в левую часть и получаем уравнение центра:
{\displaystyle \nu -M=\left(2e-{\frac {1}{4}}e^{3}+{\frac {5}{96}}e^{5}+{\frac {107}{4608}}e^{7}\right)\sin M+...}
Иногда уравнение выводят другим способом и представляют в виде ряда по степеням эксцентриситета с коэффициентами в виде функций от sin M (до слагаемого со степенью e6)
{\displaystyle {\begin{aligned}\nu =M&+2e\sin M+{\frac {5}{4}}e^{2}\sin 2M\\&+{\frac {e^{3}}{12}}(13\sin 3M-3\sin M)\\&+{\frac {e^{4}}{96}}(103\sin 4M-44\sin 2M)\\&+{\frac {e^{5}}{960}}(1097\sin 5M-645\sin 3M+50\sin M)\\&+{\frac {e^{6}}{960}}(1223\sin 6M-902\sin 4M+85\sin 2M)+...,\end{aligned}}}
что аналогично полученной выше форме уравнения.
При малых e ряд быстро сходится. Если e превышает 0,6627..., то при некоторых значениях  M ряд расходится, что было обнаружено П.-С. Лапласом.

## Примеры
|          | Эксцентриситет орбиты | Максимальное значение уравнения центра | Максимальное значение уравнения центра | Максимальное значение уравнения центра |
| e7       | Эксцентриситет орбиты | e3                                     | e2                                     |                                        |
| Венера   | 0,006777              | 0,7766°                                | 0,7766°                                | 0,7766°                                |
| Земля    | 0,01671               | 1,915°                                 | 1,915°                                 | 1.915°                                 |
| Сатурн   | 0,05386               | 6,174°                                 | 6,174°                                 | 6,186°                                 |
| Марс     | 0,09339               | 10,71°                                 | 10,71°                                 | 10,77°                                 |
| Меркурий | 0,2056                | 23,68°                                 | 23,77°                                 | 23,28°                                 |